# Теранова (Изернија)
Теранова је насеље у Италији у округу Изернија, региону Молизе.
Према процени из 2011. у насељу је живело 12 становника. Насеље се налази на надморској висини од 768 м.